# Капуста, Филипп Филиппович
Филипп Филиппович Капуста (укр. Пилип Пилипович Капуста; 25 декабря 1907, Жёлтое, Екатеринославская губерния — 6 января 1973) — один из важнейших организаторов партизанского и подпольного движения в Белоруссии в годы Великой Отечественной войны, «партизанский генерал».

## Биография
Родился в селе Жёлтое (ныне Пятихатского района Днепропетровской области).
В июле 1932 поступил на военную службу в РККА. Участвовал в советско-финской войне в звании старшего лейтенанта, за проявленные доблесть и мужество 20 мая 1940 года был награждён орденом Ленина. Великую Отечественную войну застал в звании майора командиром 375 гап под Белостоком. Был ранен, попал в плен к немцам. 17 декабря 1941 года бежал из лагеря военнопленных и перешёл к партизанской деятельности.
Командир бригады имени Ворошилова. Командир Слуцкой партизанской зоны (1942—1943). Начальник штаба Белостокского соединения (1943—1944). Партизаны под командованием генерала действовали в центре Белоруссии — в Минской области, в районе городов Белосток, Слуцк, Мир, Несвиж. Капуста вызволил из гетто Клецка и Несвижа некоторое количество евреев и позволил им образовать отдельный национальный партизанский отряд из 140 человек, который успешно воевал с оккупантами. Отряды Капусты приняли деятельное участие в Гродненской операции (1944).
После войны продолжил службу в армии. Удостоен воинского звания генерал-майор. Ушёл в отставку 5 февраля 1960 года.

## Награды
- Два ордена Ленина:

1. 20.05.1940
2. 15.08.1944

- Два ордена Красного Знамени

1. 13.12.1942
2. 30.04.1954 — за выслугу лет

- Орден Красной Звезды (24.06.1948)
- Медаль «За победу над Германией в Великой Отечественной войне 1941—1945 гг.» (9.05.1945)
- Медаль «За боевые заслуги» (06.05.1946)
- Постановлением Госсовета ПНР от 17.01.1964 за номером 0/27 был удостоен Креста Грюнвальда 3 степени [4].

## Память
Китель, фуражка, шинель партизанского генерала поступили в Белорусский государственный музей истории Великой Отечественной войны уже 13 декабря 1944 года и таким образом стали первыми предметами в его коллекции.